# Stephen Smith
Stephen Francis Smith (12 de diciembre de 1955) es ministro de Defensa de Australia. Es miembro Partido Laborista, y fue elegido para la Cámara de Representantes de Australia en marzo de 1993, en representación de la División de Perth.
Smith nació en Narrogin, Australia Occidental, y fue educado en la Universidad de Australia Occidental y la Universidad de Londres, donde obtuvo un máster en derecho. Era procurador, profesor universitario y tutor antes de entrar a la política. Fue el principal secretario privado del Ministerio Público de Australia Occidental, Joe Berinson (1983-87) y el Secretario Estatal del Partido Laborista de Australia Occidental entre 1987-90.  De 1990 a 1993 fue consejero de Paul Keating, primero cuando fue tesorero, y luego cuando fue primer ministro. Su esfuerzo para asegurar el apoyo de los asambleístas del partido fue clave para la victoria de Keating sobre Bob Hawke por el liderazgo del Partido Laborista en 1990 y poder convertirse así en primer ministro.

## Carrera
Smith fue miembro del gabinete en la sombra de la oposición desde marzo de 1996 hasta noviembre de 2007, cuando el Partido Laborista ganó las elecciones federales. Fue Ministro de Comercio de la oposición en 1996-97, de Recursos y Energía 1997-98, Comunicaciones en 1998-2001, Salud en 2001-03 e Inmigración en 2003-04. También fue ministro de oposición de Industria, Infraestructura y Relaciones Industriales desde octubre de 2004 hasta diciembre de 2006, cuando fue nombrado ministro de oposición de Educación y Formación.
Durante la crisis de liderazgo en el Partido Laborista en el 2003, Smith brindó su apoyo a Kim Beazley, quién también es de Australia Occidental, y su nombre fue mencionado como un posible líder en el futuro. Volvió a apoyar a Beazley nuevamente en enero de 2005 tras la renuncia de Mark Latham, esta vez logrando su elección como líder del partido.
Smith fue nombrado Ministro de Asuntos Exteriores durante el primer gabinete de Kevin Rudd el 3 de diciembre de 2007 luego de la victoria de los laboristas en las elecciones de 2007 y Julia Gillard lo añadió como Ministro de Comercio en su primer gabinete.
El contenido de los cables diplomáticos estadounidenses que se filtraron en 2010, revelan el criticismo de los Estados Unidos sobre las habilidades de Smith como Ministro de Asuntos Exteriores, indicando que "Rudd dominaba las decisiones sobre política exterior, dejando a su ministro de exteriores para que ejecute las tareas mas mundanas y ceremoniales". Los cables, sin embargo, también resaltaban el buen manejo del problema de los inmigrantes en busca de asilo. (Véase artículo principal en inglés: Contents of the United States diplomatic cables leak#Eastern Asia and Oceania).
Luego de las elecciones del 2010 aceptó el puesto vacante de Ministro de Defensa. Kevin Rudd asumió su posición como Ministro de Asuntos Exteriores. Desde que asumió este rol, ha criticado en varias ocasiones a los reclutas del ADFA que estuvieron involucrados en el "Escándalo de Skype".

## Galería de fotos

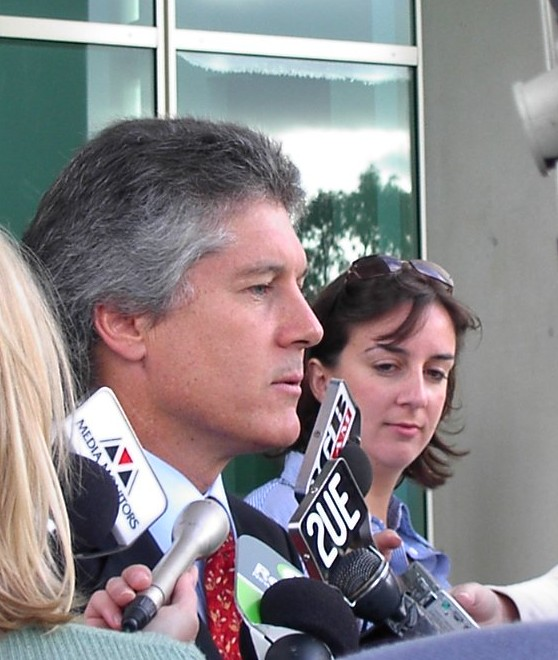
Stephen Smith a principios del 2005
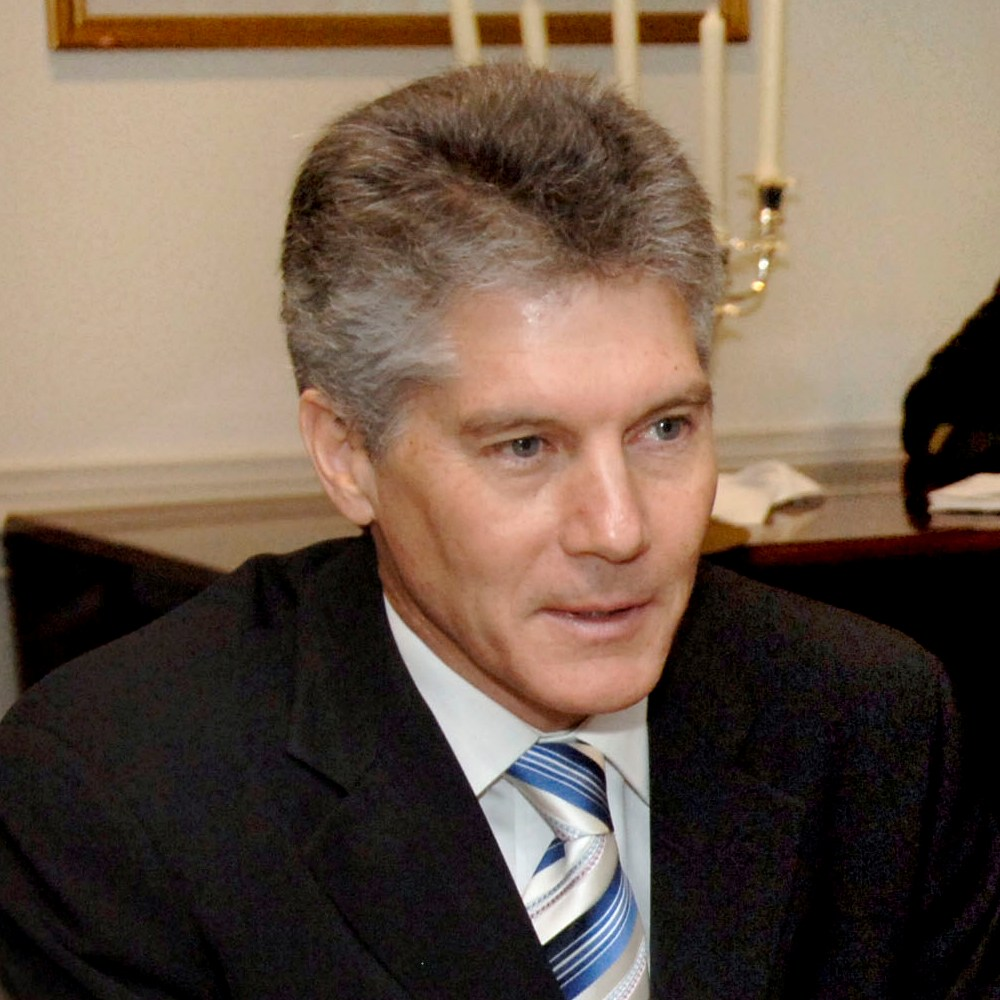
Stephen Smith a principios del 2008
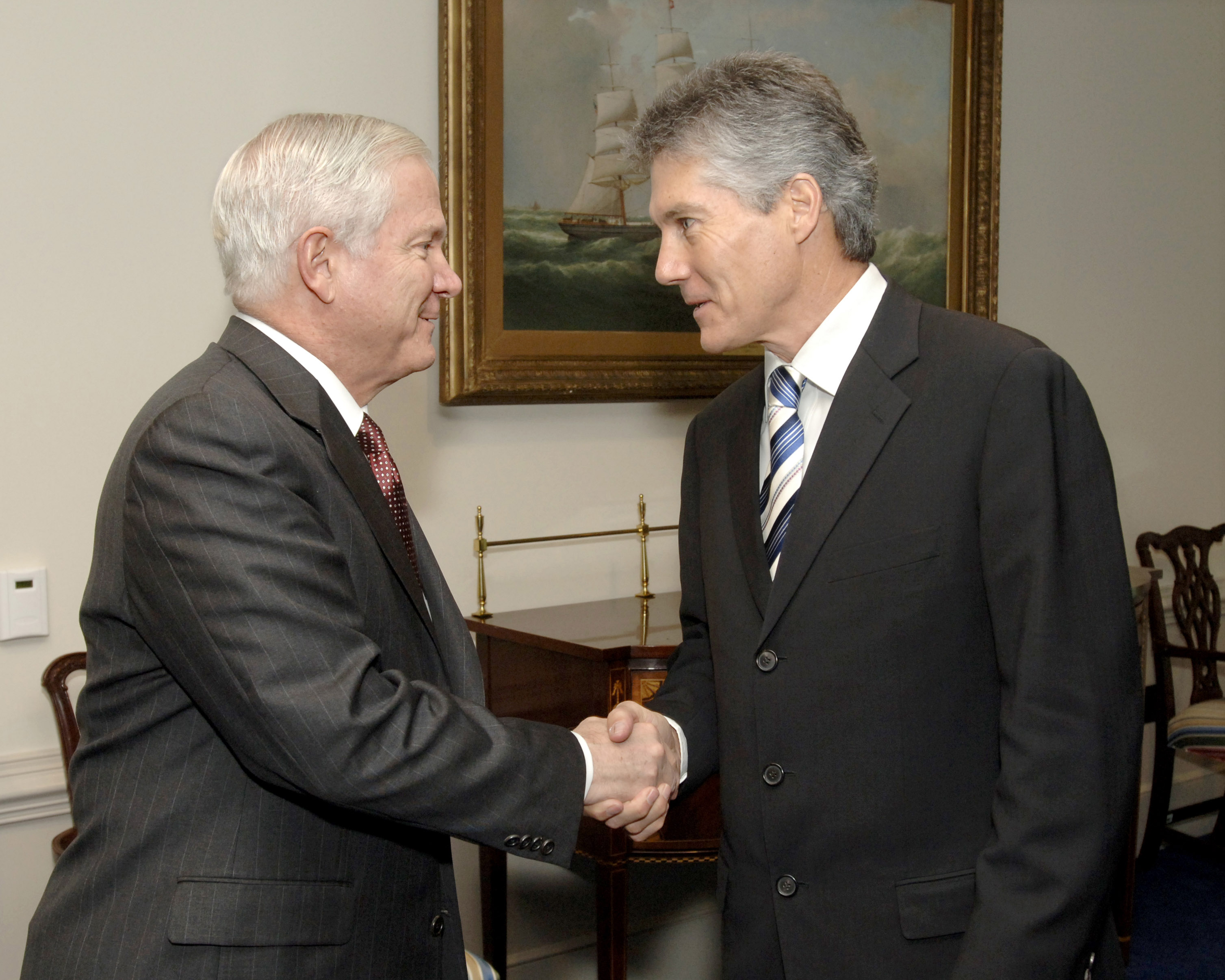
Robert Gates se reúne con Stephen Smith
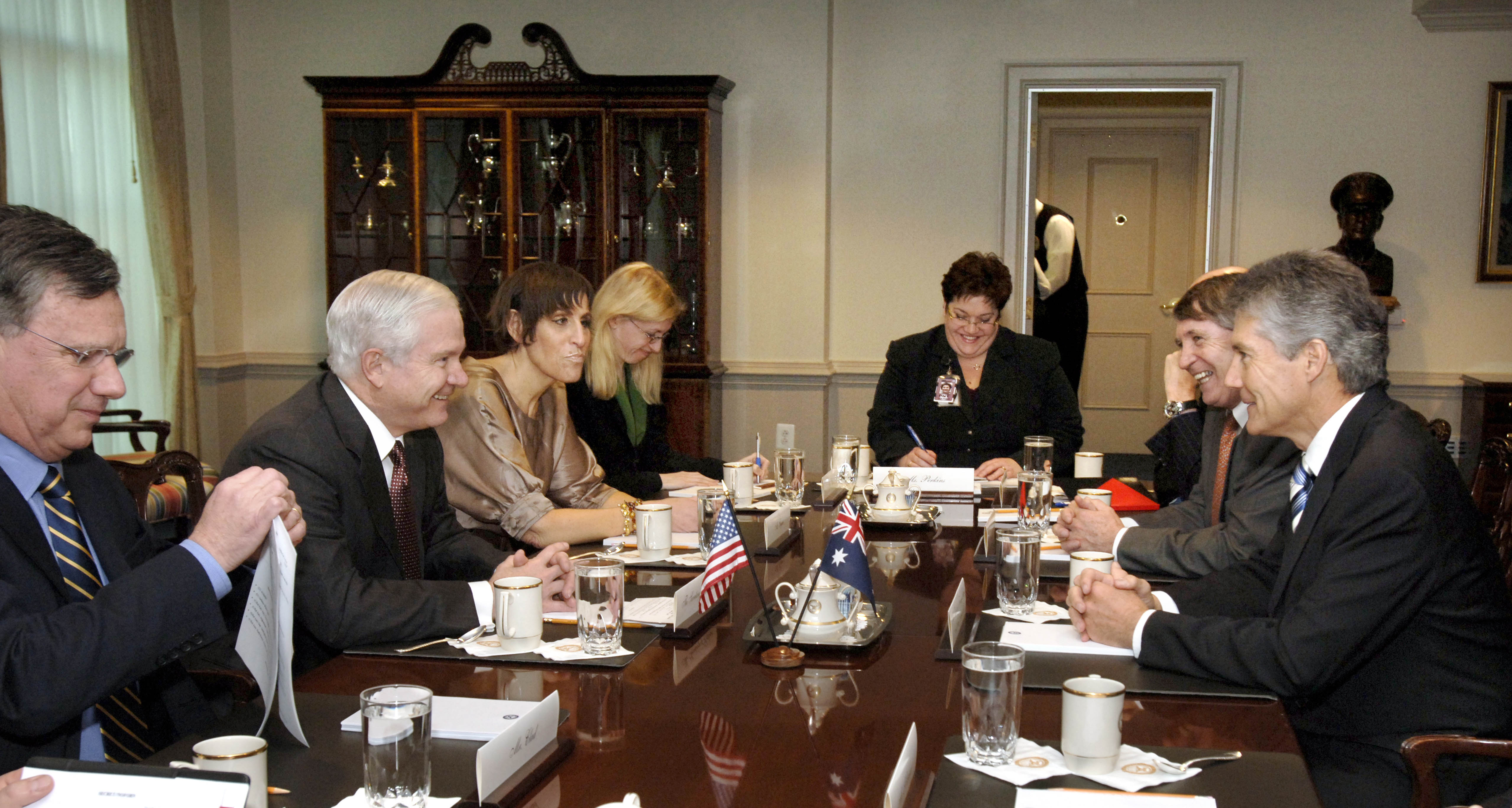
El Secretario de Defensa de los Estados Unidos, Robert Gates (segundo desde la izquierda) sostiene una reunión en el Pentágono con Stephen Smith (derecha) el 28 de enero de 2008.
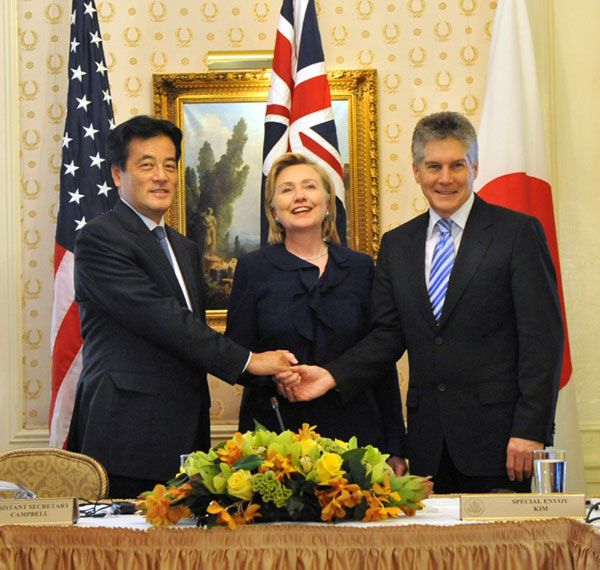
Stephen Smith (derecha) se reúne con Hillary Rodham Clinton (centro) y Katsuya Okada (izquierda) en el Hotel Waldorf-Astoria el 21 de septiembre de 2009.